# Neocallichirus vigilax
Neocallichirus vigilax is een tienpotigensoort uit de familie van de Callianassidae. De wetenschappelijke naam van de soort is voor het eerst geldig gepubliceerd in 1916 door De Man.